# Club Deportivo 2 de Marzo
El Club Deportivo 2 de Marzo es un equipo de fútbol profesional de fútbol ecuatoriano, de la ciudad de Atuntaqui, Provincia de Imbabura, Ecuador. Fue fundado el 26 de julio de 1976 y se desempeña en la Segunda Categoría de Ecuador, aunque en la actualidad debido a problemas institucionales no ha participado desde el año 2016 en este campeonato.[cita requerida]
Está afiliado a la Asociación de Fútbol Profesional de Imbabura.

## Palmarés

### Torneos nacionales
| Competición                      | Títulos | Subcampeonatos |
| -------------------------------- | ------- | -------------- |
| Segunda Categoría de Ecuador (1) | 1991.   |                |

### Torneos provinciales
| Competición                         | Títulos     | Subcampeonatos |
| ----------------------------------- | ----------- | -------------- |
| Segunda Categoría de Imbabura (2/2) | 1990, 1991. | 2012, 2014.    |